# Umbilicaria phaea
Umbilicaria phaea är en lavart som beskrevs av Tuck. Umbilicaria phaea ingår i släktet Umbilicaria och familjen Umbilicariaceae.   Inga underarter finns listade i Catalogue of Life.